# Forças de Autodefesa do Japão
Forças de Autodefesa (em japonês: 自衛隊, Jieitai) do Japão (FAJ) são as Forças Armadas do Japão, criadas com o fim da ocupação dos Estados Unidos posterior à Segunda Guerra Mundial. Ao longo da maior parte do período pós-guerra a atuação das FAJ esteve confinada às ilhas japonesas, e suas tropas não podiam ser empregadas em território estrangeiro; recentemente, no entanto, elas voltaram a estar envolvidas em operações internacionais de manutenção de paz. Tensões recentes, em especial com a Coreia do Norte, reacenderam o debate acerca do status das FAJ e de sua relação com a sociedade japonesa.

## Pessoal e organização
As FAJ contavam, em 2005, com um total de 239.430 pessoas, das quais 147.737 estão na Força Terrestre de Autodefesa, 44.327 da Força Marítima de Autodefesa, 45.517 na Força Aérea de Autodefesa, e 1.489 no Gabinete do Estado-Maior, com 57.899 indivíduos na reserva.

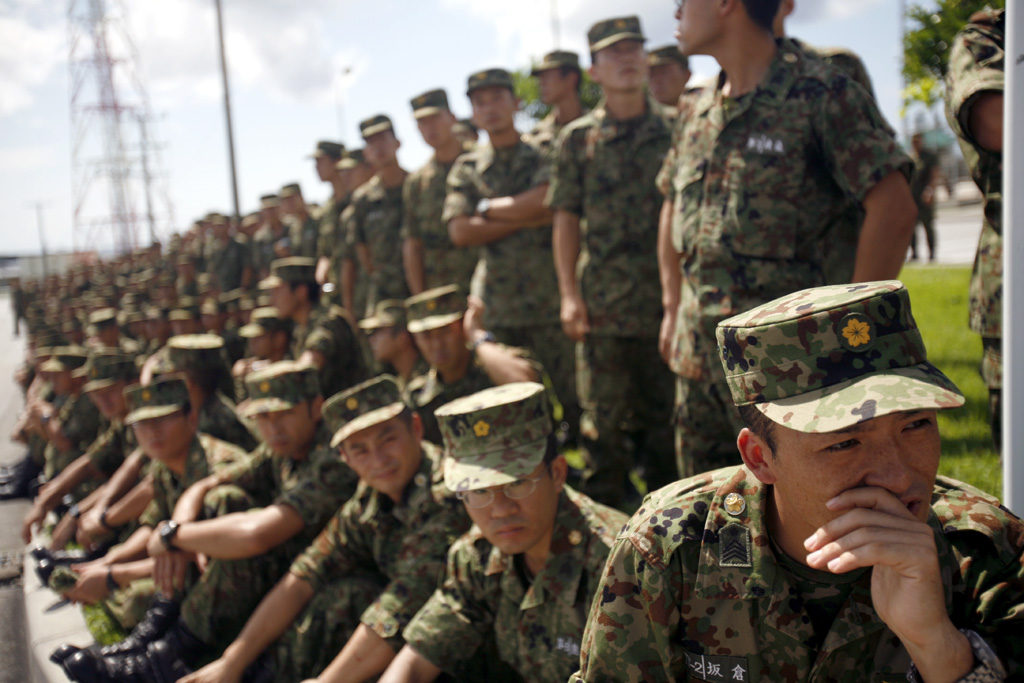
Cadetes oficiais japoneses.

Padrão do primeiro-ministro.

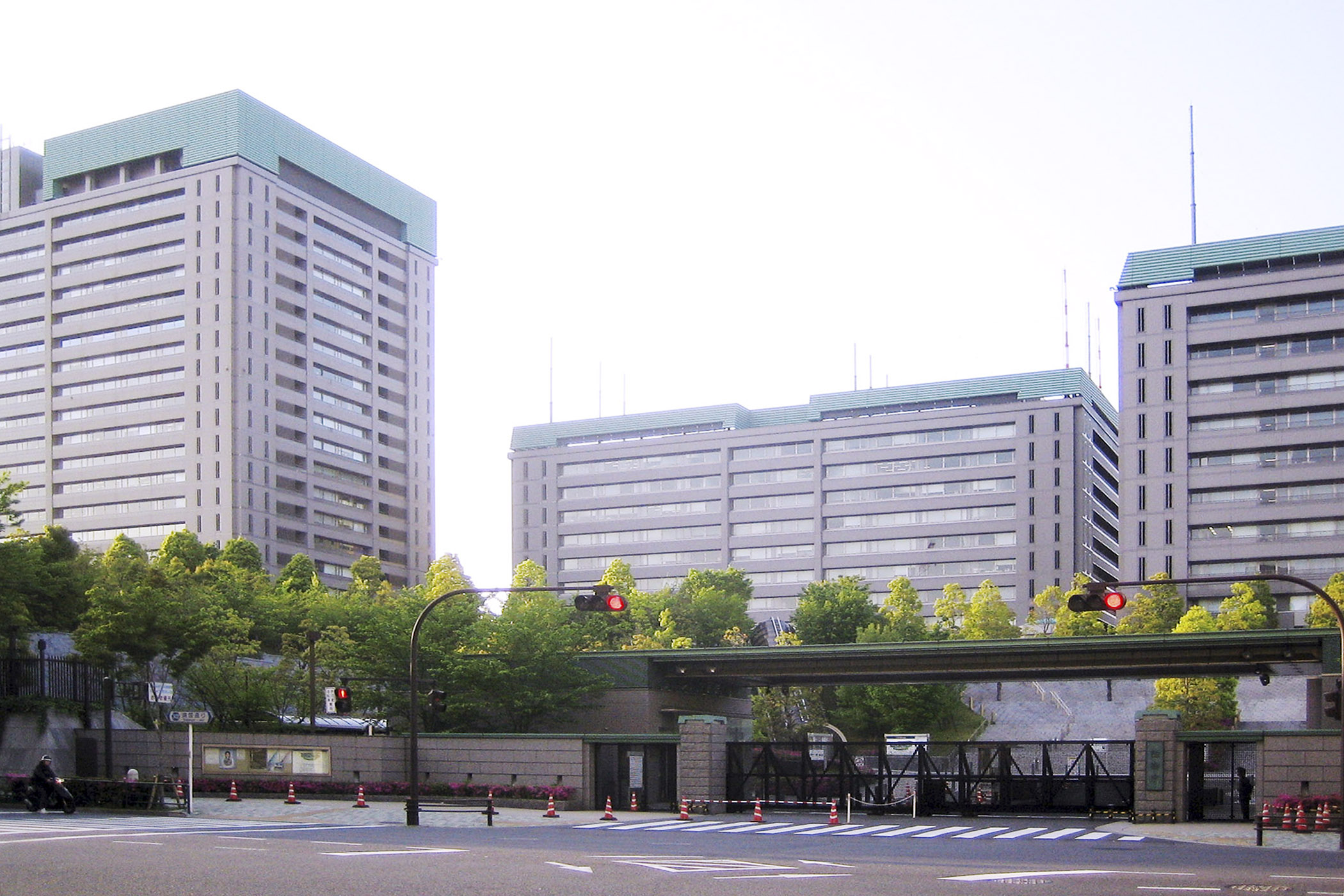
Ministério da Defesa.

### Cadeia de comando

#### Operacional
- Primeiro-ministro do Japão
  - Ministro da Defesa
    - Vice-ministro sênior da Defesa
      - Chefe do Estado-Maior Conjunto

#### Administrativa
- Ministro da Defesa
  - Vice-ministro sênior da Defesa
    - Chefes do Estado-Maior dos Ramos

### Ramos militares

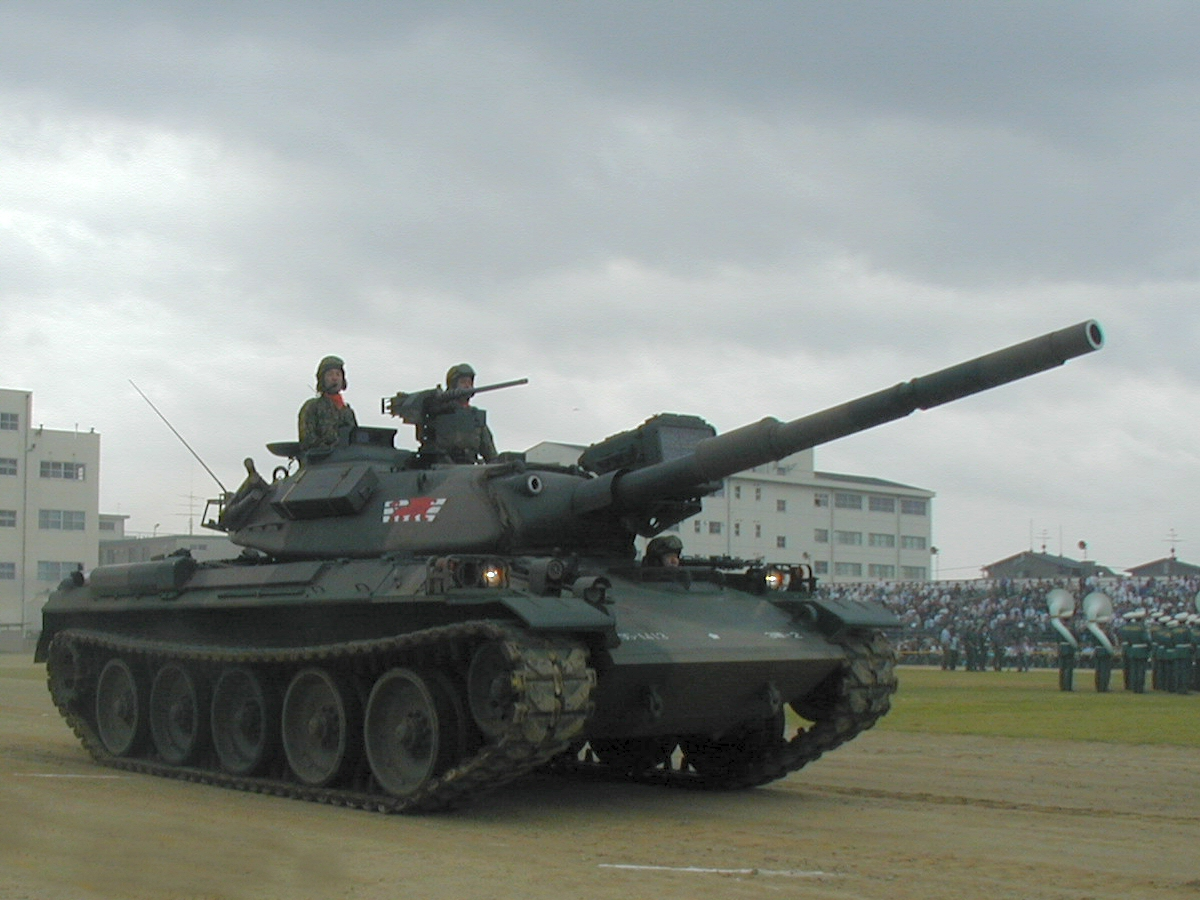
Um tanque Type 74 japonês.

- Força Terrestre de Autodefesa (Exército)
- Força Marítima de Autodefesa (Marinha)
- Força Aérea de Autodefesa (Aeronáutica)

### Unidades militares
- Cinco exércitos,
- Cinco distritos marítimos, e
- Três forças aéreas de defesa.

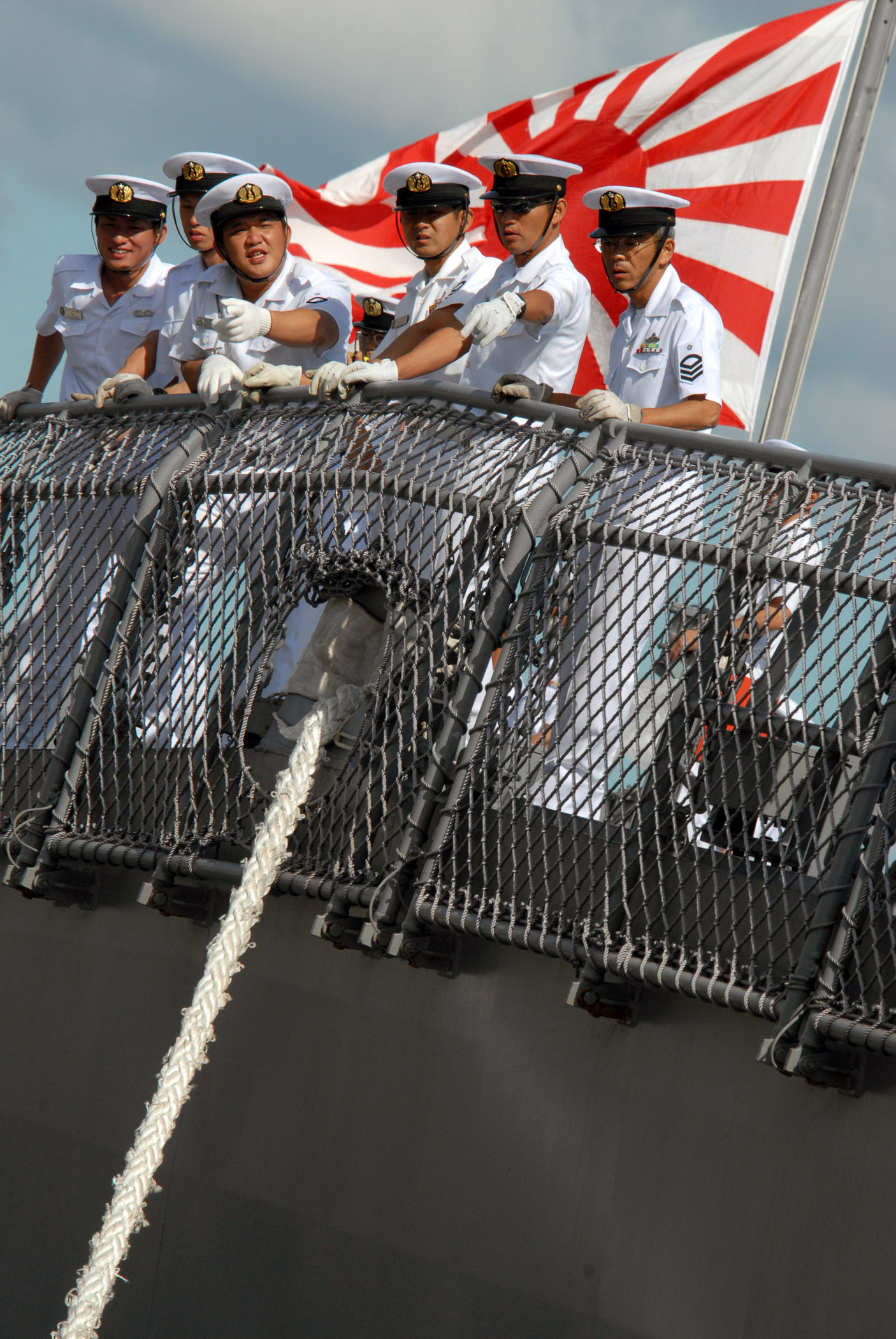
Marinheiros japoneses a bordo do JDS Kongo.

O resultado foi um sistema militar único. Todo o pessoal das FAJ são, tecnicamente, civis; os fardados são classificados como funcionários especiais civis, subordinados aos funcionários civis que gerem o Ministério da Defesa.

## Política de defesa
A Política Básica do Japão para a Defesa Nacional estipula as seguintes políticas:
1. Manter uma política exclusivamente orientada para a defesa.
2. Evitar se tornar uma potência militar que possa causar ameaça ao mundo.
3. Evitar o desenvolvimento de armas nucleares, e recusar-se a permitir que armas nucleares entrem em território japonês.
4. Assegurar o controle civil das forças armadas.
5. Manter acordos de segurança com os Estados Unidos.
6. Ampliar as capacidades de defesa dentro de limites moderados.

O orçamento militar do Japão deve ser mantido a um patamar de apenas 3% do orçamento total do país. Cerca de 50% é gasto com as tropas, e o resto é dividido entre mantimentos, novas armas, melhorias, etc.
Um reflexo da tensão no que diz respeito ao status legal das Forças de Autodefesa, o termo japonês gun (軍. AFI: [ɡuɴ]), que se refere a uma força armada, e os termos ingleses "military" ("força armada"), "army" ("exército"), "navy" ("marinha") e "air force" ("aeronáutica") nunca são usados em referências oficiais às FAJ.

### Artigo 9
Na teoria, o rearmamento do Japão depois da Segunda Guerra Mundial foi proibido pelo Artigo 9 da constituição japonesa, que firma: "O povo japonês renuncia para sempre à guerra, como direito soberano da nação, e à ameaça ou ao uso da força como meio de resolver disputas internacionais"; também declara: "forças terrestres, marítimas e aéreas, bem como outras com potencial bélico, jamais serão mantidas." Na prática, no entanto, a Dieta (Parlamento), que o artigo 41 da mesma constituição define como "o mais elevado órgão de poder do Estado", estabeleceu as Forças de Autodefesa em 1954. Devido ao debate constitucional relacionado ao status das FAJ, qualquer tentativa de ampliar as suas capacidades e o seu orçamento tendem a ser controversas. AS FAJ, portanto, têm capacidades muito limitadas de operar fora do Japão, têm poucas capacidades ofensivas, tais como mísseis terra-terra, reabastecimento aéreo, fuzileiros navais, unidades anfíbias ou grandes estoques de munição. As regras de engajamento são definidas com rigor pelo Ato das Forças de Autodefesa, também de 1954.

### Reformas e desenvolvimentos recentes

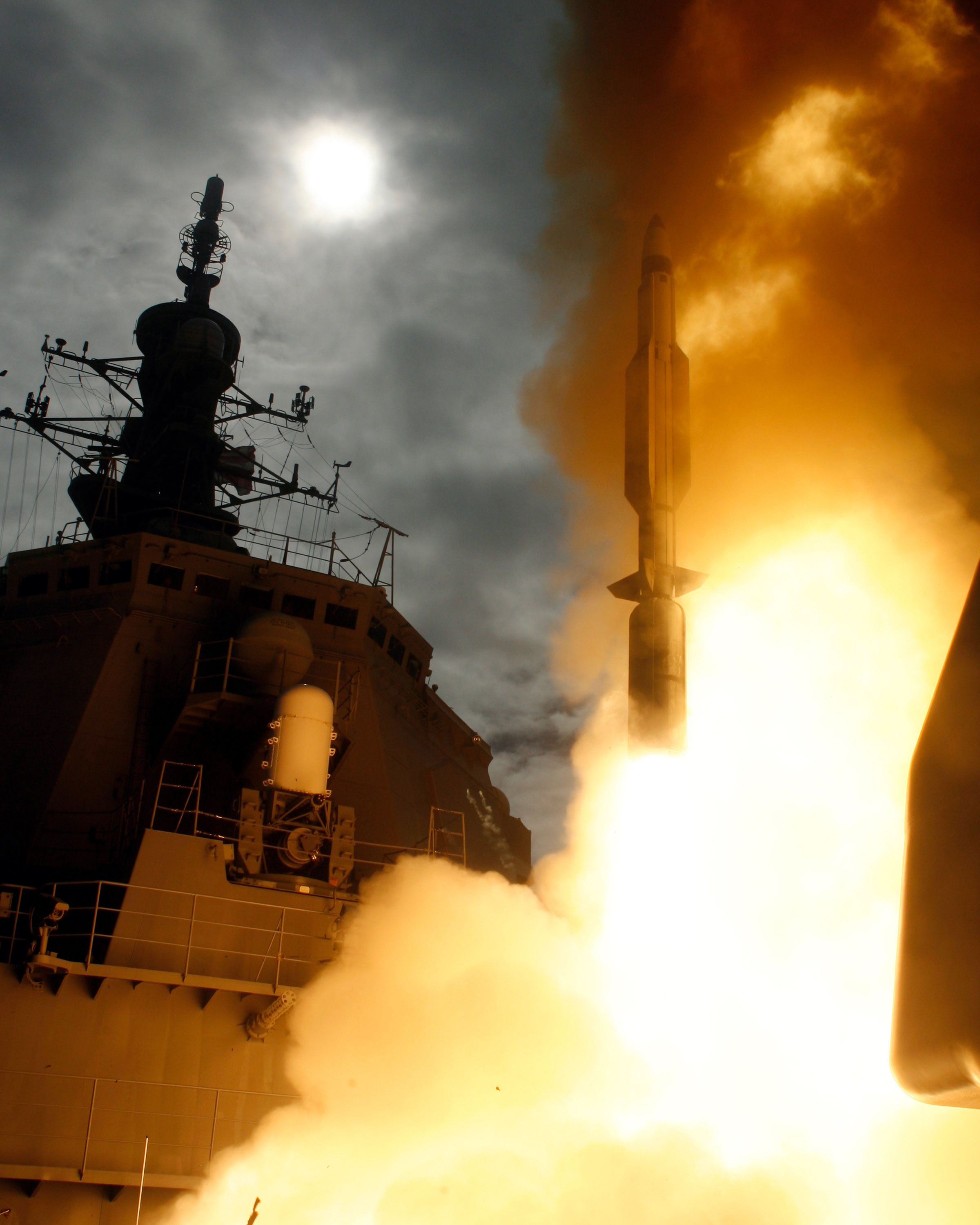
Um SM-3 é lançado a partir do destróier Aegis JDS Kongo.

O teste realizado pela Coreia do Norte com um míssil balístico Taepodong-1 sobre o espaço aéreo japonês, em agosto de 1998, além dos diversos testes posteriores, bem como outras questões, contribuíram para o aumento das tensões entre os dois países, o que causou o aumento do interesse, no Japão, por um sistema de defesa contra mísseis balísticos (DMB). O Japão está em curso de empregar um sistema de DMB de múltiplas camadas, composto de embarcações Aegis e mísseis Patriot PAC-3. Uma legislação que permita às autoridades derrubar um míssil balístico direcionado ao país também está sendo considerada. Em dezembro de 2004 o Japão e os Estados Unidos assinaram um memorando que criou uma estrutura de cooperação geral para o desenvolvimento conjunto de um sistema de DMB a partir do mar.
Em novembro de 2005 foram propostas revisões constitucionais que criariam um Ministério de Defesa, a nível governamental, enquanto ainda mantinham as antigas cláusulas que mantinham a posição oficial de não agressão. Sob as revisões propostas, as FAJ também seriam designadas formalmente como uma força militar pela primeira vez desde sua criação. O texto proposto dizia: "De modo a assegurar a paz e a independência de nosso país, bem como a segurança do Estado e do povo, as forças militares para a autodefesa devem ser mantidas com o primeiro-ministro do gabinete como comandante supremo." A emenda vem ganhando cada vez mais apoio da opinião pública nos últimos anos.
Em 8 de junho de 2006 o gabinete do Japão aprovou um projeto de lei que elevou a Agência de Defesa a Ministério de Defesa. O projeto foi aprovado pela Dieta em dezembro do mesmo ano.

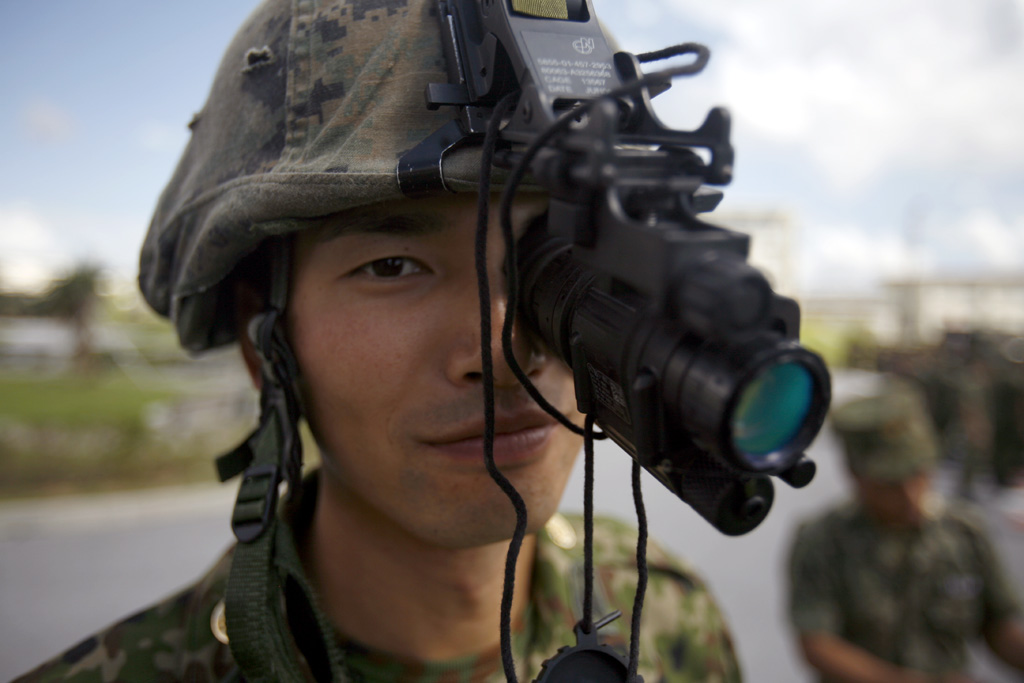
Soldado japonês com dispositivo para visão noturna.

O Japão também aprofundou seus laços militares e de segurança com a Austrália, e os líderes dos dois países têm mantido conversas a respeito da formação de um pacto militar na Ásia, semelhante à OTAN.

## História

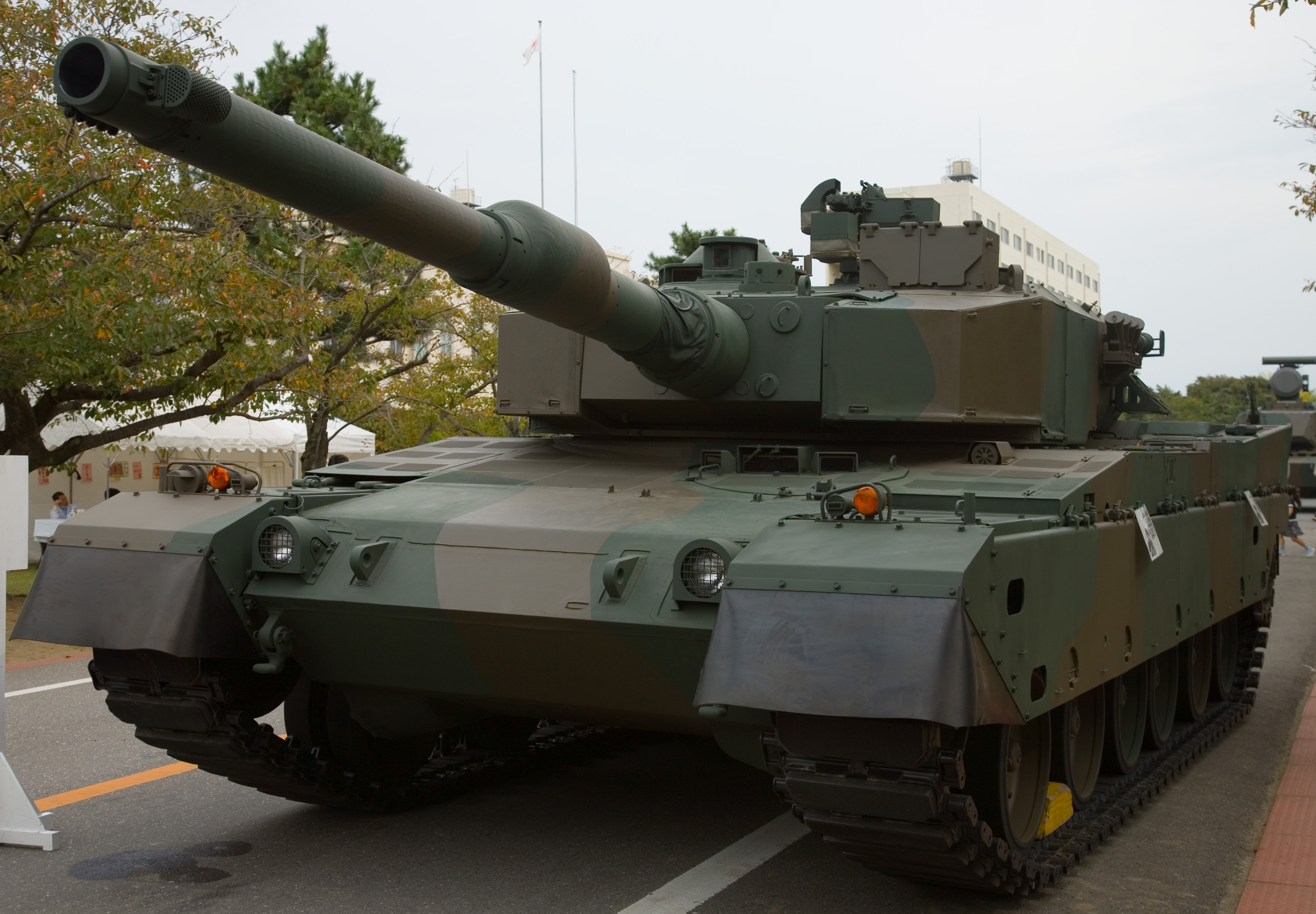
Tanque Type 90, o principal tanque de batalha do Japão.

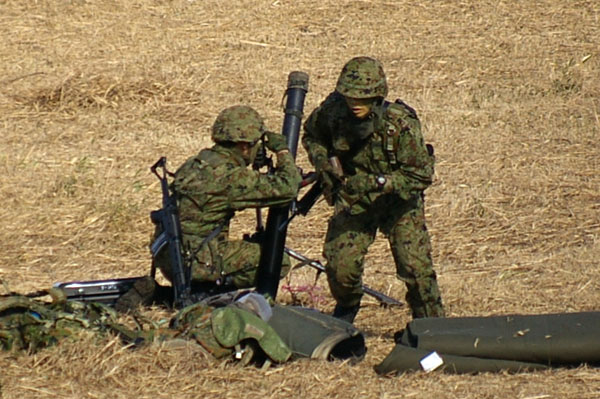
Morteiro de 81mm utilizado pela Força Terrestre de Autodefesa do Japão.

A conduta das Forças Armadas Imperiais Japonesas até a derrota do país na Segunda Guerra Mundial teve um impacto profundo e duradouro nas atitudes da nação a respeito de guerras, forças armadas, bem como do envolvimento militar na política. Estas atitudes ficam aparentes imediatamente na aceitação do público não apenas da desmobilização e do desarmamento total e da remoção de todos os líderes militares de cargos públicos depois da guerra, mas também do banimento constitucional a qualquer tipo de rearmamento. Sob o general Douglas MacArthur, do Exército dos Estados Unidos, que servia como Comandante-Supremo das Potências Aliadas, as autoridades de ocupação aliadas estavam comprometidas à desmilitarização e democratização do Japão. Todos os clubes, escolas e sociedades associadas com as forças armadas e as artes marciais foram eliminadas; a própria prática das artes marciais chegou a ser banida. O estado-maior foi abolido, juntamente com os ministérios do exército e da marinha, bem como o exército e a marinha imperiais. As indústrias que serviam às forças armadas também foram desativadas.

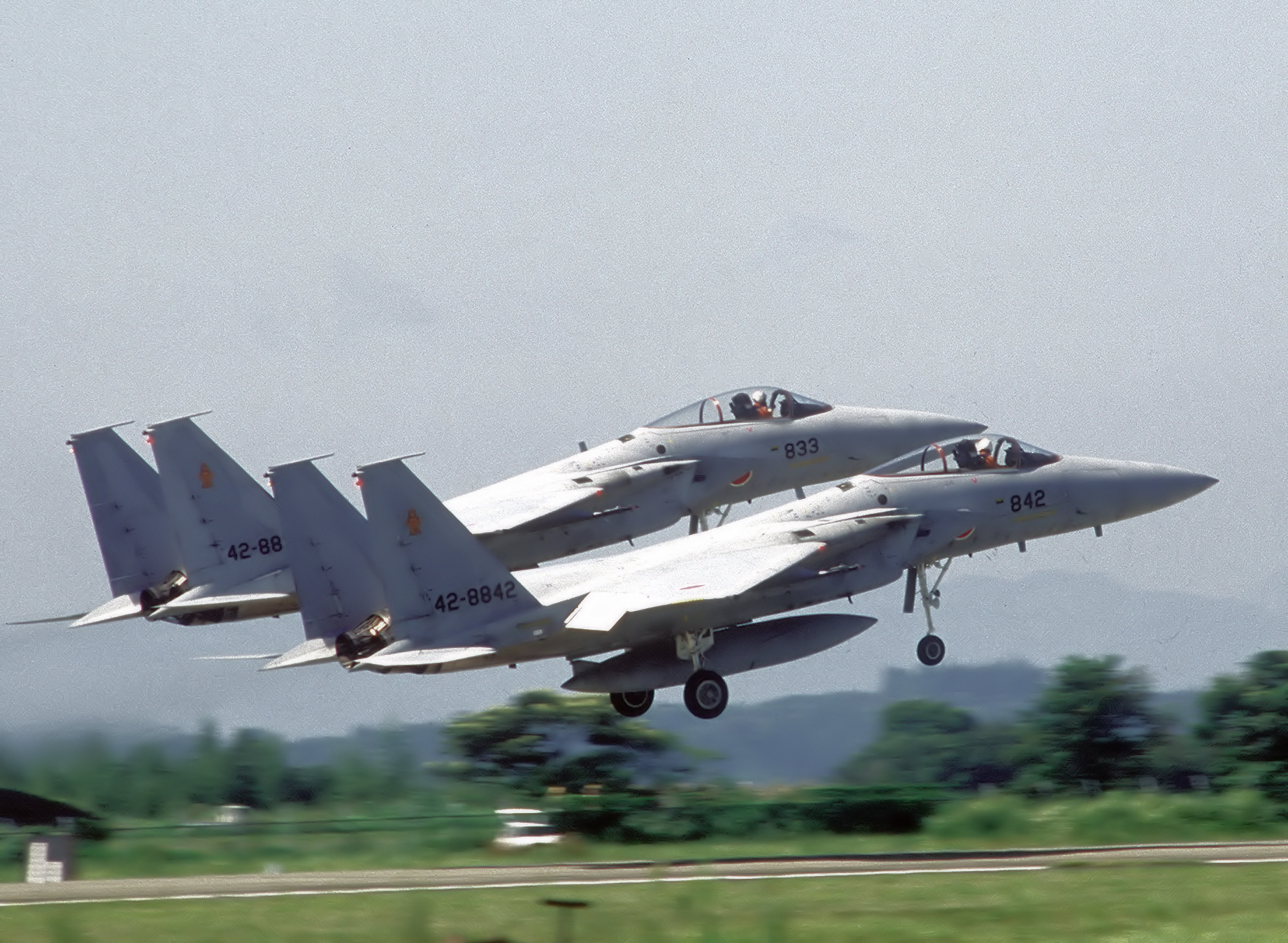
Caças F-15 da Força Aérea de Autodefesa do Japão.

O trauma da perda da guerra produziu fortes sentimentos pacifistas no país, que encontraram expressão na constituição de 1947, escrita pelos governo americano, que, sob o seu nono artigo, renunciou perpetuamente à guerra como um instrumento para resolver disputas internacionais, e declarou que o Japão jamais manteria novamente "forças armadas aéreas, marítimas ou terrestres ou qualquer outro potencial bélico". Governos posteriores, no entanto, não interpretaram estas palavras uma negação do direito inerente da nação à autodefesa, e, com o apoio dos Estados Unidos, desenvolveram as FAJ, passo a passo. A opinião pública antimilitarista, no entanto, permaneceu uma força de oposição a qualquer questão relacionada à defesa do país. A legitimidade constitucional das FAJ foram questionadas na década de 1970, e, na década seguinte, o governo atuou com cautela em assuntos relacionados, para evitar que o antimilitarismo residual se agravasse e gerasse uma reação contrária.

### Desenvolvimento
Privado de qualquer poderio militar após 1945, o Japão dependia das forças de ocupação e duma pequena força doméstica de polícia para fazer sua segurança. As crescentes tensões da Guerra Fria na Europa e na Ásia, aliadas a greves e demonstrações de inspiração de esquerda fizeram com que alguns líderes mais conservadores questionassem a renúncia unilateral de todas as capacidades militares. Estes sentimentos se intensificaram em 1950, quando a maior parte das tropas de ocupação foram transferidas para o teatro da Guerra da Coreia (1950-53), deixando o Japão praticamente sem defesa, e muito consciente da necessidade de iniciar uma relação de defesa mútua com os Estados Unidos visando garantir a segurança externa do país. Encorajado pelas autoridades de ocupação americanas, o governo japonês autorizou, em julho de 1950, a criação de uma Reserva Nacional de Polícia, que consistia de uma infantaria leve formada por 75.000 homens.

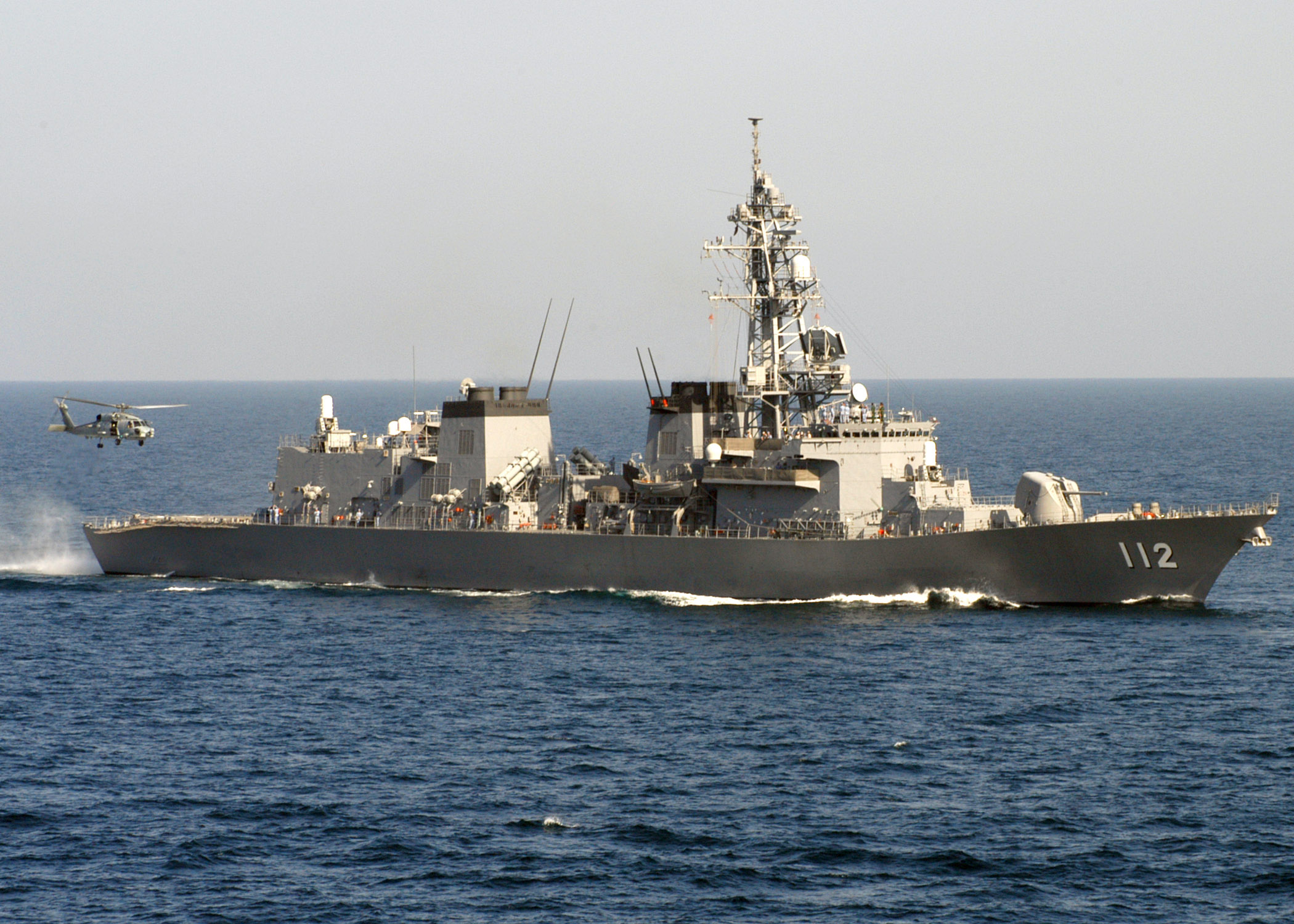
Um destróier classe Takanami do Força Marítima de Autodefesa do Japão.

Sob os termos do Pacto de Assistência e Segurança Mútua, ratificado em 1952 juntamente com o tratado de paz entre o Japão e os Estados Unidos e o resto dos Aliados, coube às forças americanas estacionadas no Japão lidar com agressões externas ao país enquanto as forças japonesas, tanto terrestres quanto marítimas, deveriam lidar com ameaças internas e desastres naturais. Desta maneira, em meados de 1952 a Reserva Nacional de Polícia foi expandida para 110.000 homens, e recebeu o nome de Forças de Segurança Nacional. A Força de Segurança Costal, que havia sido organizada em 1950 como uma equivalente marítima da Força Policial Nacional, foi transferida para a Agência de Segurança Nacional, formando uma forma embriônica de marinha.

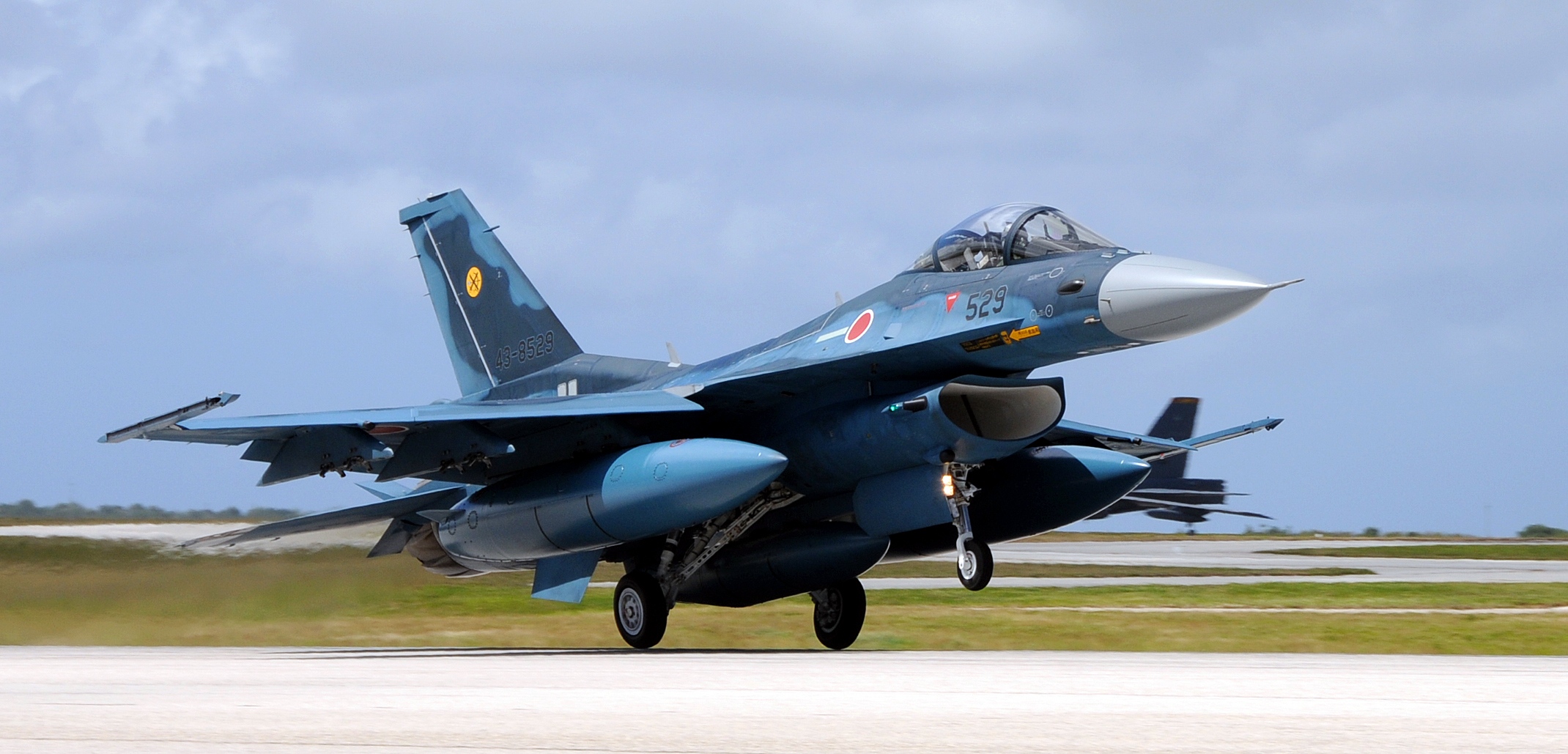
Caça Mitsubishi F-2.

À medida que o Japão percebeu uma crescente ameaça interna e a falta de forças adequadas para responder a ela, as Forças Nacionais de Segurança passaram por novas mudanças, que geraram difíceis problemas políticos. A cláusula constitucional da renúncia à guerra formava a base de fortes objeções políticas a qualquer tipo de força armada diferente de uma força policial convencional. Em 1954, no enanto, foram criadas forças armadas terrestres, marítimas e aéreas para propósitos puramente defensivos, e subordinadas ao comando do primeiro-ministro.
Para evitar o surgimento de qualquer tipo de militarismo, os líderes do Japão enfatizaram as garantias constitucionais do controle civil do governo e das forças armadas, e utilizou termos não militares para a organização e a função das forças. Inicialmente, por exemplo, os tanques eram chamados de "veículos especiais". O departamento administrativo destas forças recebeu apenas o estatuto de 'agência', no lugar de um ministério completo. As forças armadas receberam os nomes de Força Terrestre de Autodefesa (FTA), Força Marítima de Autodefesa (FMA) e Força Aérea de Autodefesa (FAA), no lugar de "exército", "marinha" e "aeronáutica".

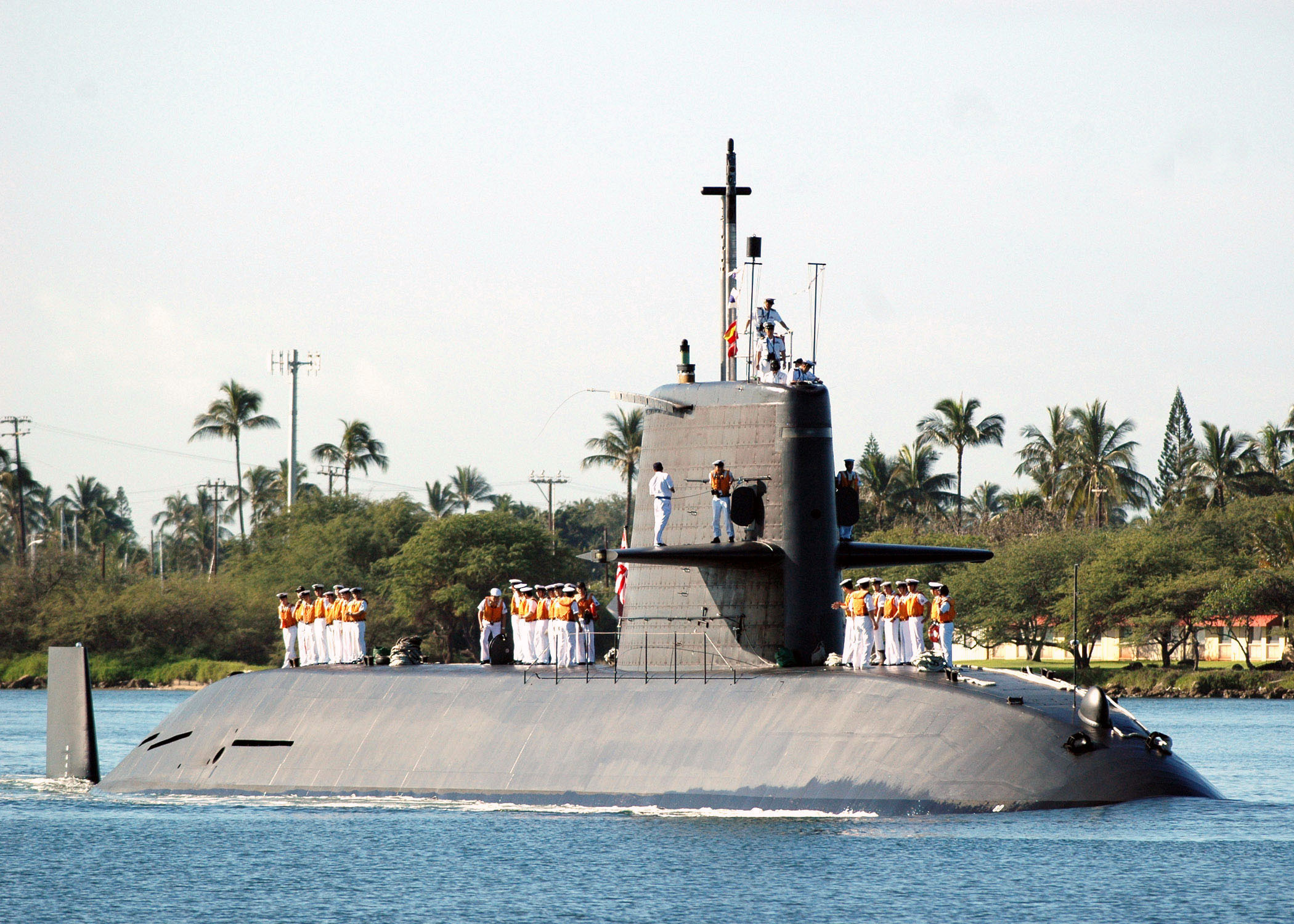
Submarino classe Oyashio.

Embora a posse de armas nucleares não seja proibida explicitamente na constituição, o Japão, como único país a ter sofrido a devastação de um ataque nuclear, expressou desde cedo seu repúdio a este tipo de armas e a sua determinação em nunca adquiri-las. A Lei Básica de Energia Atômica de 1956 limita a pesquisa, o desenvolvimento e a utilização da energia nuclear apenas para usos pacíficos, e, desde 1956, a política nacional incorporou os "três princípios não nucleares" - que proíbem a nação de possuir ou manufaturar armas nucleares ou permitir que elas entrem em seus territórios. Em 1976 o Japão ratificou o Tratado sobre a Não Proliferação das Armas Nucleares, adotado pelo Conselho de Segurança das Nações Unidas em 1968, e reiterou sua intenção de nunca "desenvolver, utilizar ou permitir o transporte de armas nucleares em seu território." Ainda assim, e devido ao seu nível geralmente alto de tecnologia e grande número de usinas nucleares em operação, o Japão é geralmente considerado um país de "capacidade nuclear", isto é, capaz de desenvolver uma arma nuclear utilizável num curto espaço de tempo, se a situação política mudar significativamente.

## Uniformes, patentes e insígnias

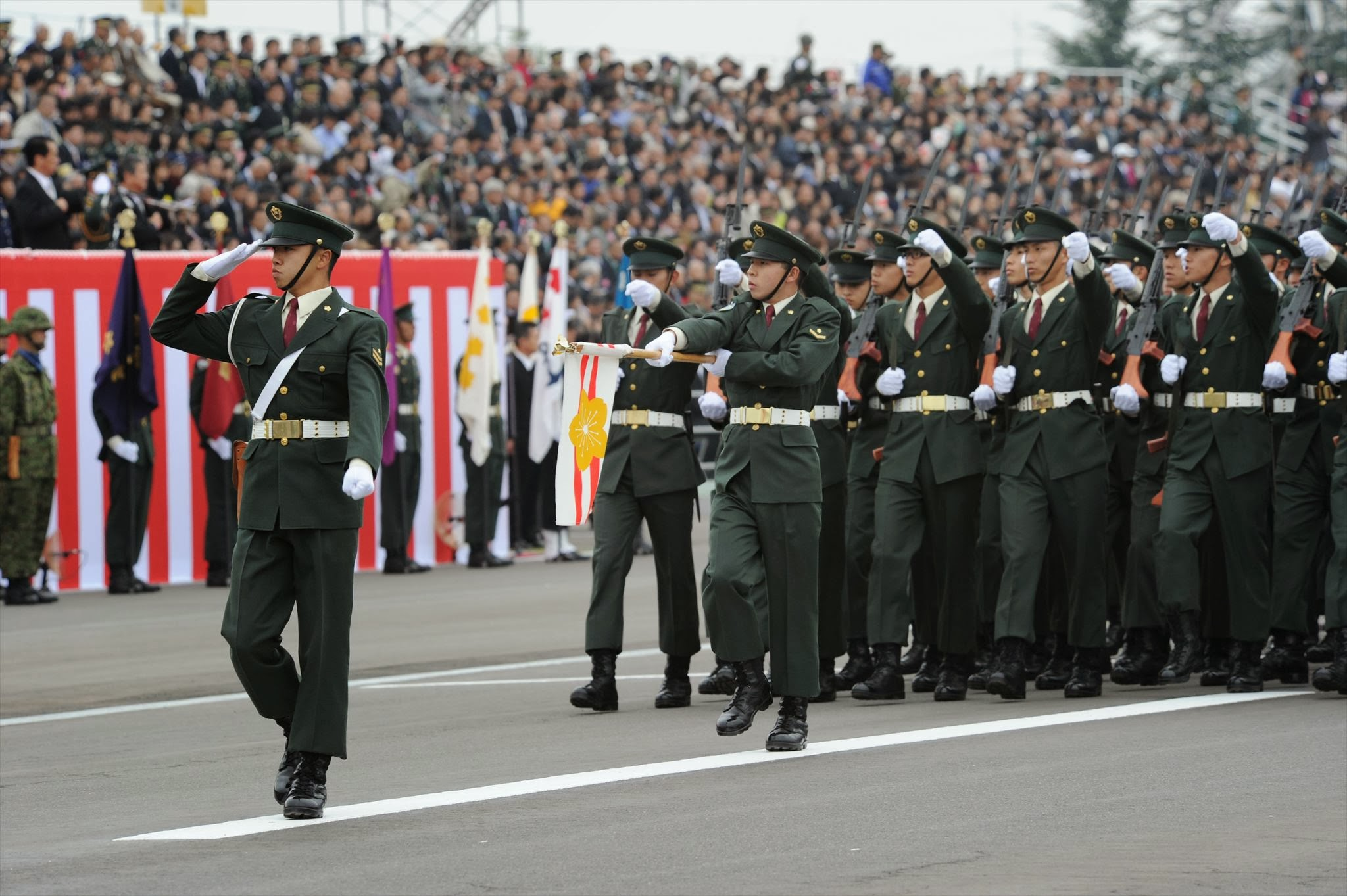
Militares japoneses desfilando com seu uniforme cerimonial.

Os uniformes dos três ramos das Forças de Autodefesa do Japão são semelhantes, em estilo, aos utilizados pelas Forças Armadas dos Estados Unidos. Os uniformes das Forças Terrestres de Autodefesa, anteriormente de cor azul-cinzenta, agora são verde-oliva; os integrantes das Forças Marítimas de Autodefesa trajam os tradicionais uniformes azuis, branco e caqui; e os integrantes das Forças Aéreas de Autodefesa trajam o tom mais claro de azul utilizado pela Força Aérea dos Estados Unidos. A FTA e a FMA utilizam os mesmos uniformes de campo camuflados, semelhantes ao flecktarn da Bundeswehr alemã - embora com tonalidades mais claras de marrom e verde - enquanto a FAA tem seu próprio uniforme camuflado, que consiste de um padrão semelhante ao padrão de camuflagem das Forças Armadas dos Países Baixos, em tonalidades de marrom.
O ramo de serviço a qual os membros das forças terrestres pertencem é indicado pela insígnia deste ramo e pela distribuição das cores que o distinguem: para a infantaria, vermelho; artilharia, amarelo; forças blindadas, laranja; engenheiros, violeta; os encarregados de suprimentos, verde-claro; os médicos, verde; aviação do exército, azul-claro; comunicações, azul; intendentes, marrom; transporte, violeta-escuro; e os outros, azul-escuro. A insígnia nos quepes da FTA é uma sakura (cerejeira em flor), bordejada por dois galhos de hera, com uma única asna centrada entre as bases dos galhos; a insígnia do quete da FMA consiste de uma âncora sob uma cerejeira em flor bordejada aos lados e embaixo por ramos de hera; enquanto a insígnia do quete da FAA apresenta uma águia heráldica sob a qual estão uma estrela e um crescente, bordejada por asas estilizadas.
Existem nove patentes de oficiais ativos nas FAJ, juntamente com uma patente de oficial subalterno, cinco patentes de suboficiais, e três patentes de oficiais aliastados. A patente mais alta dos suboficiais, primeiro-sargento, foi criada em 1980 para oferecer mais oportunidades de promoção e temporadas mais curtas de serviço; no sistema anterior, o suboficial era promovido em média apenas duas vezes em aproximadamente trinta anos de serviço, e permanecia no cargo mais alto por quase dez anos.